# دهويية (غوغر)
دهوییة (بالفارسية: دهوییه) هي قرية تقع في إيران في قسم غوغر الريفي.